# Stolen - Rapiti
Stolen - Rapiti (Stolen o Stolen Lives) è un film del 2009 diretto da Anders Anderson.

## Trama
La vita del detective Tom Adkins è irrimediabilmente segnata dal dolore per la scomparsa di suo figlio, avvenuta ormai da otto anni ma che lo tormenta in maniera esclusiva. Quando i colleghi lo avvertono del ritrovamento, in una piccola cassa, del cadavere mummificato di un bambino (presumibilmente della stessa età del suo), ed egli scopre che si tratta della vittima di un omicidio risalente a cinquant'anni prima, il suo coinvolgimento emotivo prende il sopravvento su ogni altra relazione. Le successive indagini conducono il detective al nome di Matthew Wakefield, un uomo che, rimasto vedovo e disoccupato, nel 1958 tentava tra ardue difficoltà di mantenere la famiglia unita e prendersi cura dei tre figli, in un contesto sociale reso particolarmente duro dal pregiudizio nei confronti del ritardo mentale di cui soffriva il più piccolo di loro, John. Il racconto delle due vicende si interseca mediante una serie di flashback, accomunate dal peso sia del  dolore per la perdita di un figlio, sia del senso di colpa per non essere riusciti a proteggerlo.

## Produzione
Il film è stato sviluppato con il titolo The Boy in the Box, successivamente cambiato in Stolen Lives. Nel gennaio 2010, IFC Films ha acquistato i diritti cinematografici e reintitolato il film Stolen.

## Distribuzione
Il film è stato distribuito il 3 marzo 2010 in Video on Demand e in edizione limitata nelle sale cinematografiche il 12 marzo. In Italia è stato distribuito direttamente per il mercato home video nel 2011.